# Phaonia rhodesi
Phaonia rhodesi este o specie de muște din genul Phaonia, familia Muscidae, descrisă de Malloch în anul 1929. Conform Catalogue of Life specia Phaonia rhodesi nu are subspecii cunoscute.